# Vexitomina sinensis
Vexitomina sinensis é uma espécie de gastrópode do gênero Vexitomina, pertencente a família Horaiclavidae.